# Ludmilla Makowski
Ludmilla Makowski, född 1999, är en fransk skådespelare och sångare.
Makowski spelade en av huvudpersonerna, Claire, som ung i den franska kriminaldramaserien Lupin. Hon medverkade även i TV-serien Antracit. I TV-serien The Au Pair spelade hon en av huvudrollen som Au Pairen Sandrine.

## Filmografi (i urval)
- 2021–2022 – Lupin (TV-serie)
- 2024 – Antracit (TV-serie)
- 2025 – The Au Pair (TV-serie)